# Capital megye (Tucumán)
Capital egy megye Argentína északnyugati részén, Tucumán tartományban. Székhelye San Miguel de Tucumán.

## Népesség
A megye népessége a közelmúltban a következőképpen változott:
| Év   | Lakosság |
| ---- | -------- |
| 2001 | 523 908  |
| 2010 | 548 866  |